# Tess Olofsson
Tess Olofsson (24 de enero de 1988) es una árbitra de fútbol sueca. Desde 2015 es internacional.

## Carrera
A los trece años comenzó a dirigir en torneos juveniles.
Integró el listado de árbitros internacionales de la FIFA desde 2015. En la Liga de Campeones Femenina de la UEFA debutó el 12 de septiembre de 2018 en el partido de primera ronda ŽFK Spartak Subotica-Bayern de Múnich (0:7).
En 2020 debutó en la Damallsvenskan, la máxima división de fútbol femenino de su país, y en el Superettan, la segunda liga de mayor nivel del fútbol sueco. Fue la primera mujer en arbitrar un partido de fútbol de élite masculino.
Participó en el Campeonato Europeo Femenino Sub-17 de la UEFA 2016 en Bielorrusia, el Campeonato Europeo Femenino Sub-19 de la UEFA 2018 en Suiza y la Copa Arnold Clark de 2022, entre otros.
Fue designada en 2022 para dirigir partidos de la Eurocopa Femenina 2022 que se celebró en el Reino Unido. También disputó la Copa Mundial de Fútbol Sub-20 de 2022 de Costa Rica en agosto de 2022, donde dirigió las semifinales entre Brasil y Japón (1-2).
La FIFA la seleccionó para arbitrar en la Copa Mundial Femenina de Fútbol de 2023.
Es oficial de policía.

## Participaciones
Ha participado en los siguientes torneos:
- Copa de Suecia
- Liga de Campeones Femenina de la UEFA
- Eurocopa Femenina 2022
- Copa Mundial Femenina de Fútbol Sub-20 de 2022
- Copa Mundial Femenina de Fútbol de 2023

## Reconocimientos
- Ha sido nombrada Juez del Año en Suecia en 2015, 2018 y 2019.[3]